# 朗斯冰原島峰
66°28′S 110°43′E / 66.467°S 110.717°E
朗斯冰原島峰（英語：Longs Nunatak）是南極洲的冰原島峰，位於威爾克斯地，處於坎貝爾冰原島峰西北面2公里的風車群島南端，現時由南極條約體系管理。